# 関渡宮

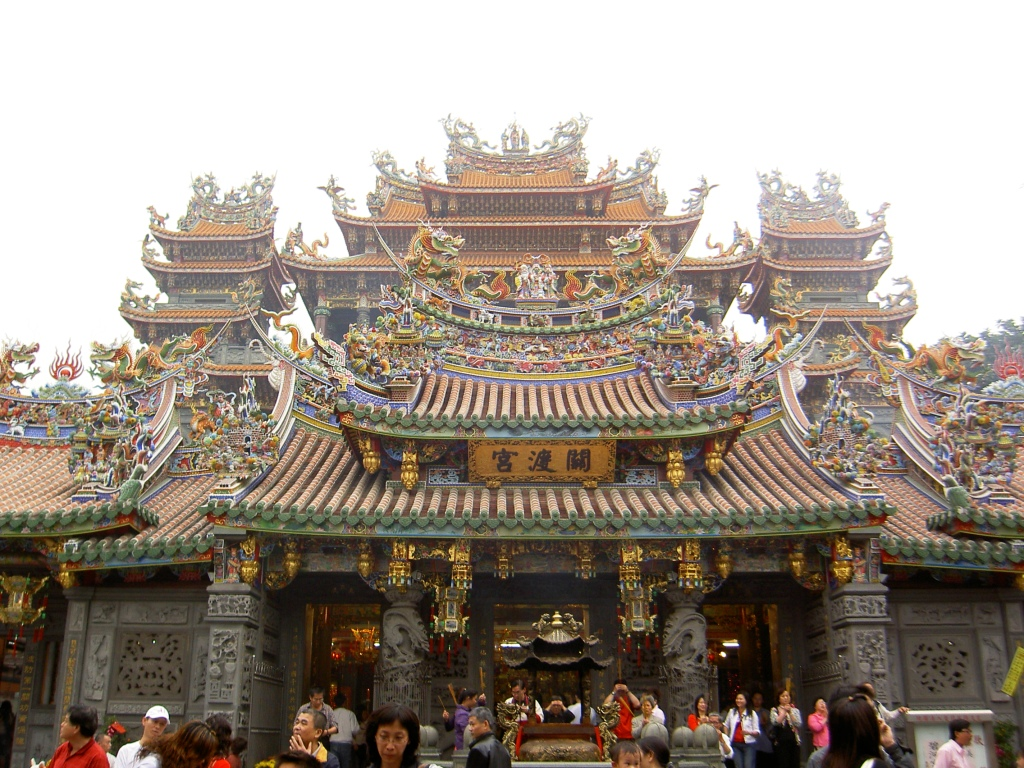
関渡宮

関渡宮（かんときゅう、正体字：關渡宮）は、台湾台北市北投区知行路360にある寺院。1661年の創建で、台湾北部最古の媽祖廟としても知られる。
主神は媽祖で、それに従う2鬼神である千里眼と順風耳も媽祖像の脇侍像として置かれている。二十八部衆と千手観音も古仏洞に祀られている。二十八天には迦楼羅天などは存在しないのであくまで「二十八部衆」となる。このため関渡宮の二十八部衆像は日本国以外で存在する二十八部衆像として大変貴重なものとなる。なお、延平郡王三将軍殿では鄭成功と三将軍を祀る。

## 交通アクセス
- 台北捷運淡水線関渡駅から徒歩18分程度

## フォトギャラリー

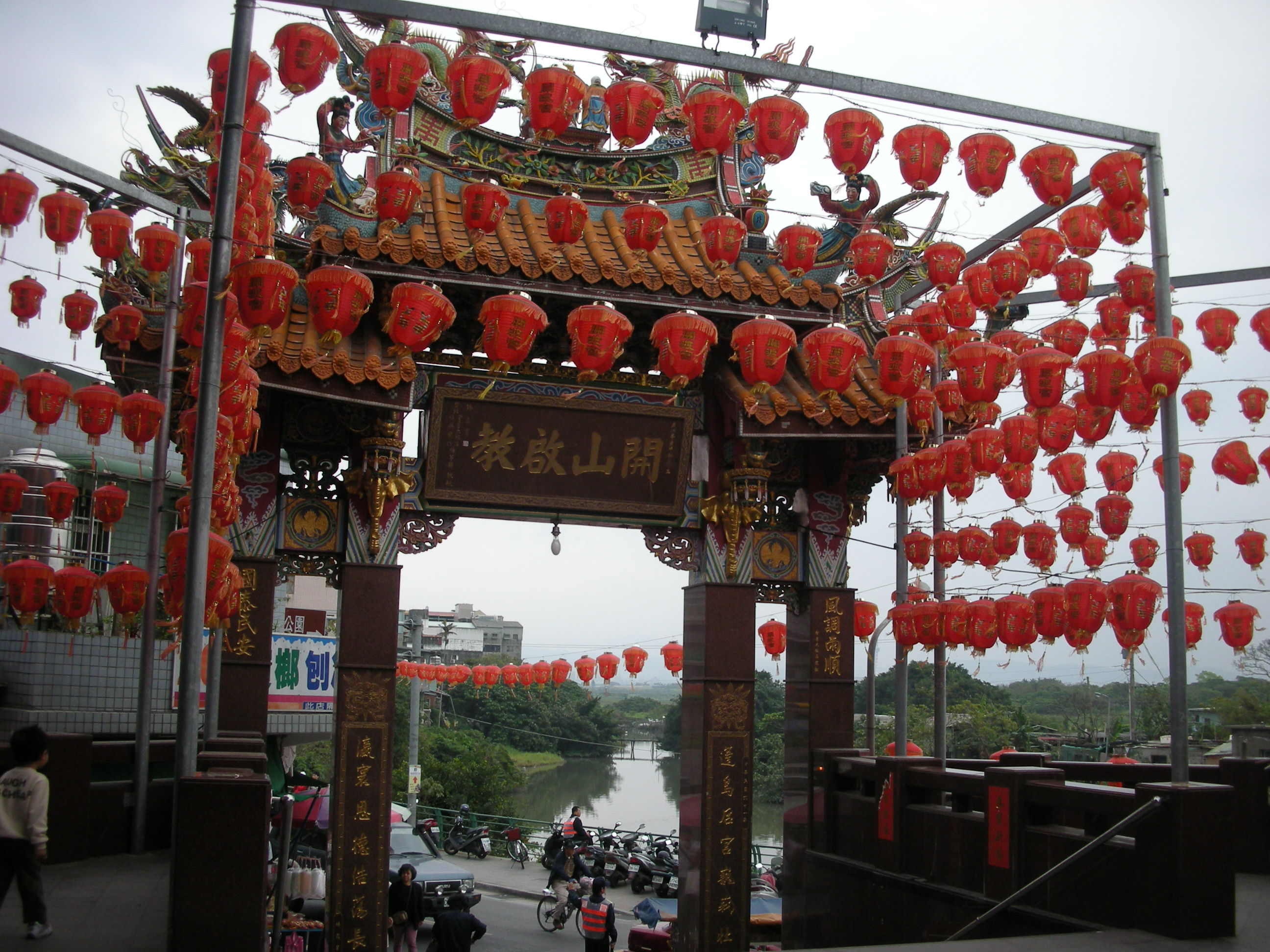
山門
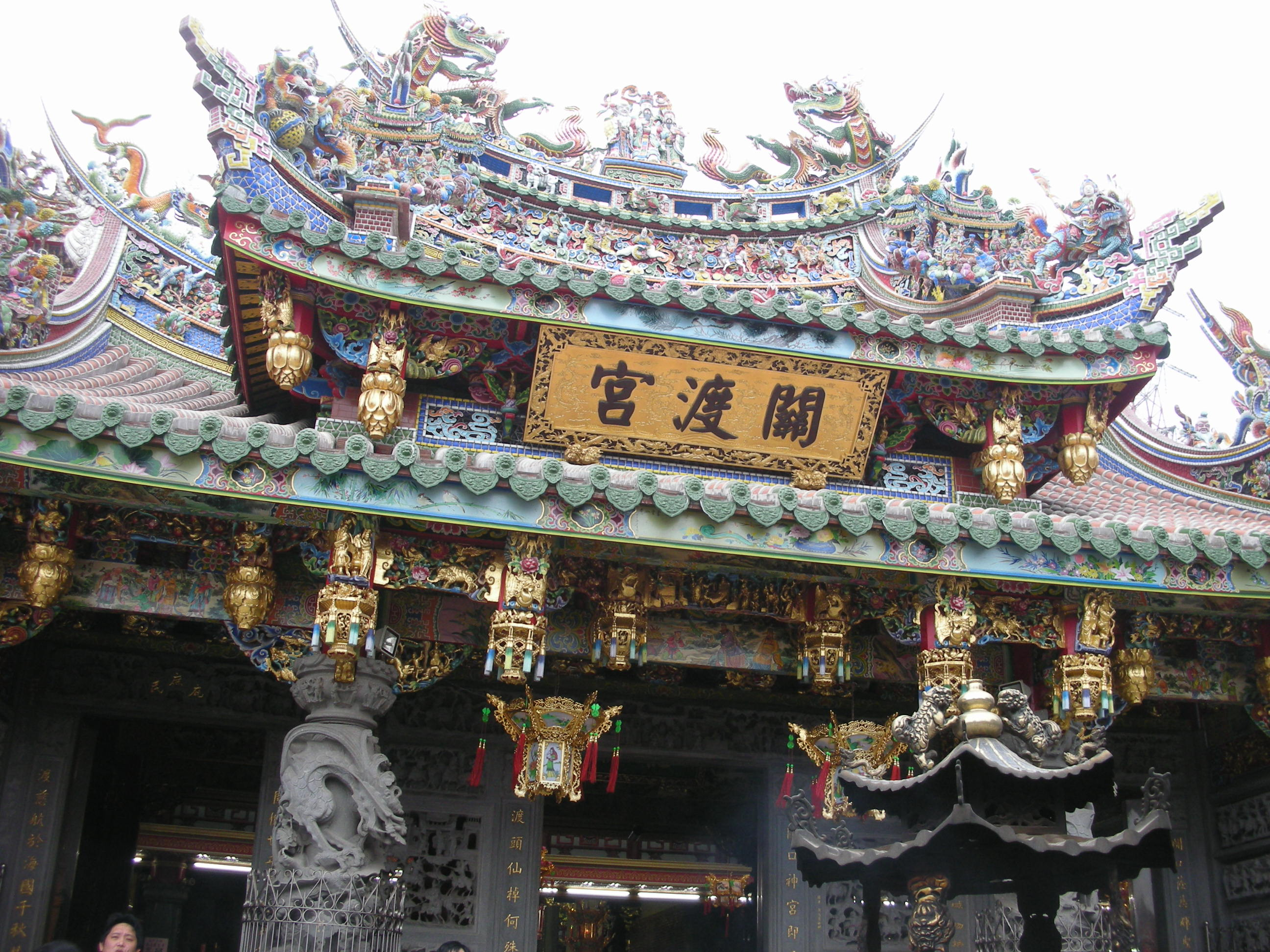
関渡宮
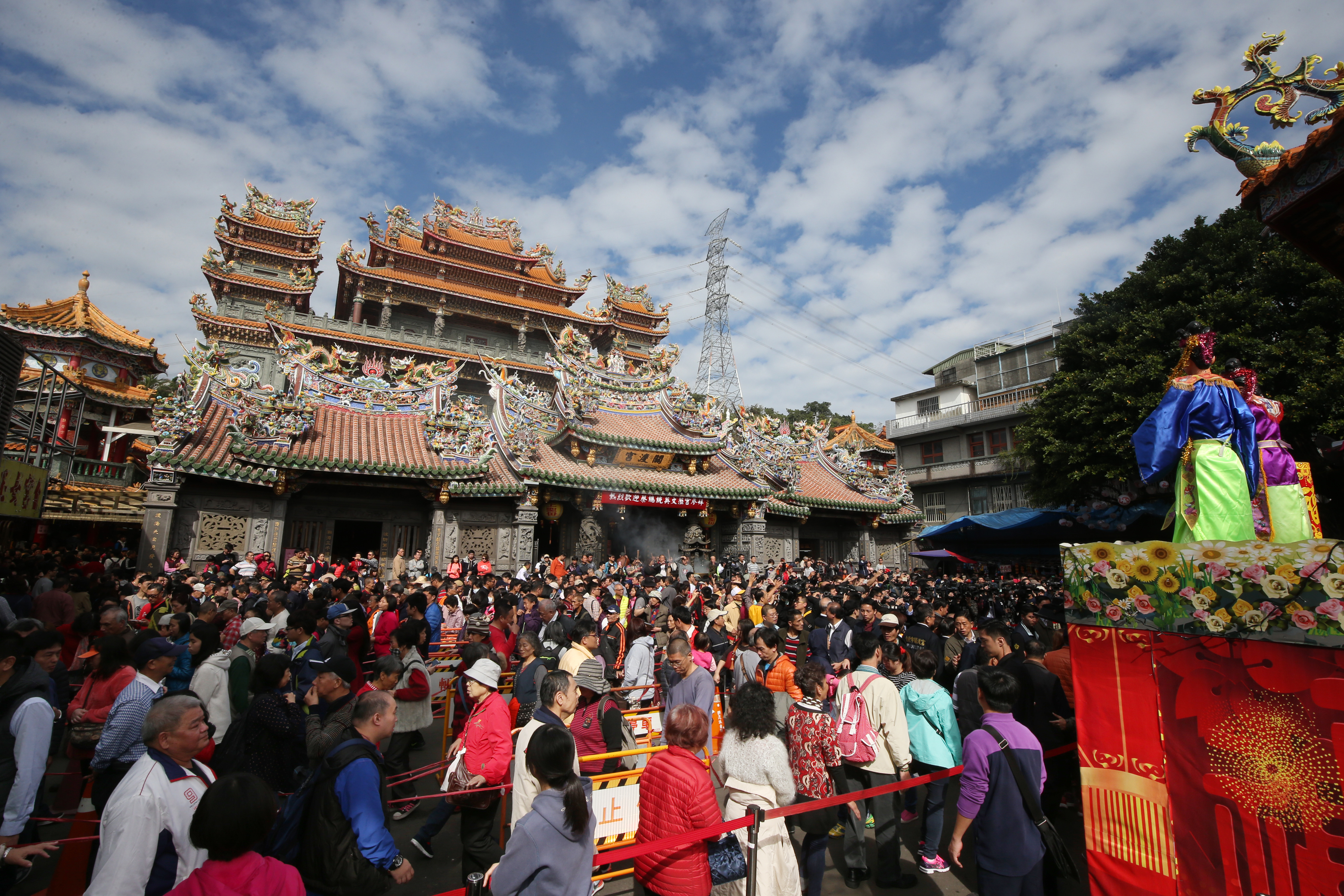
関渡宮
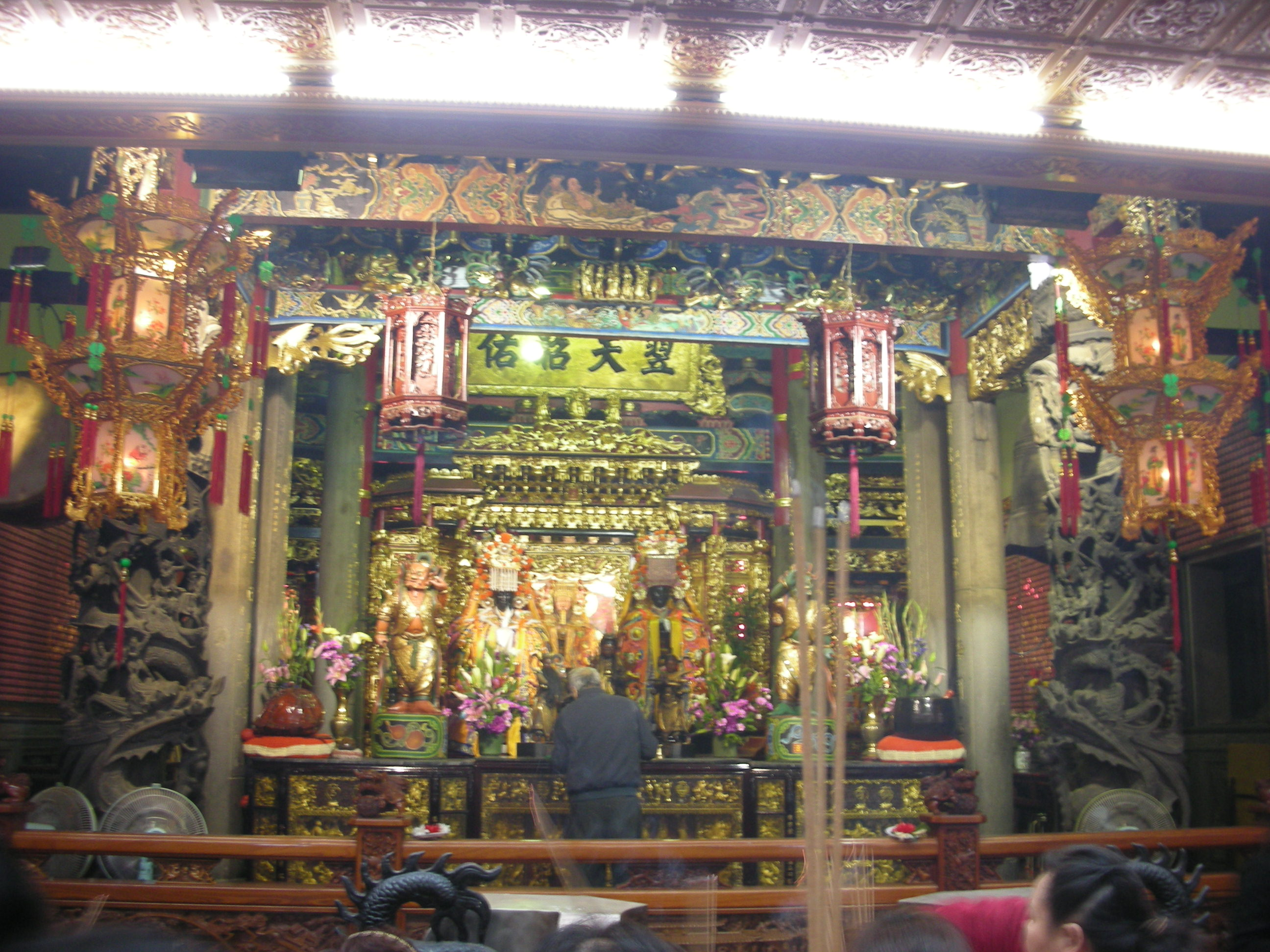
正殿
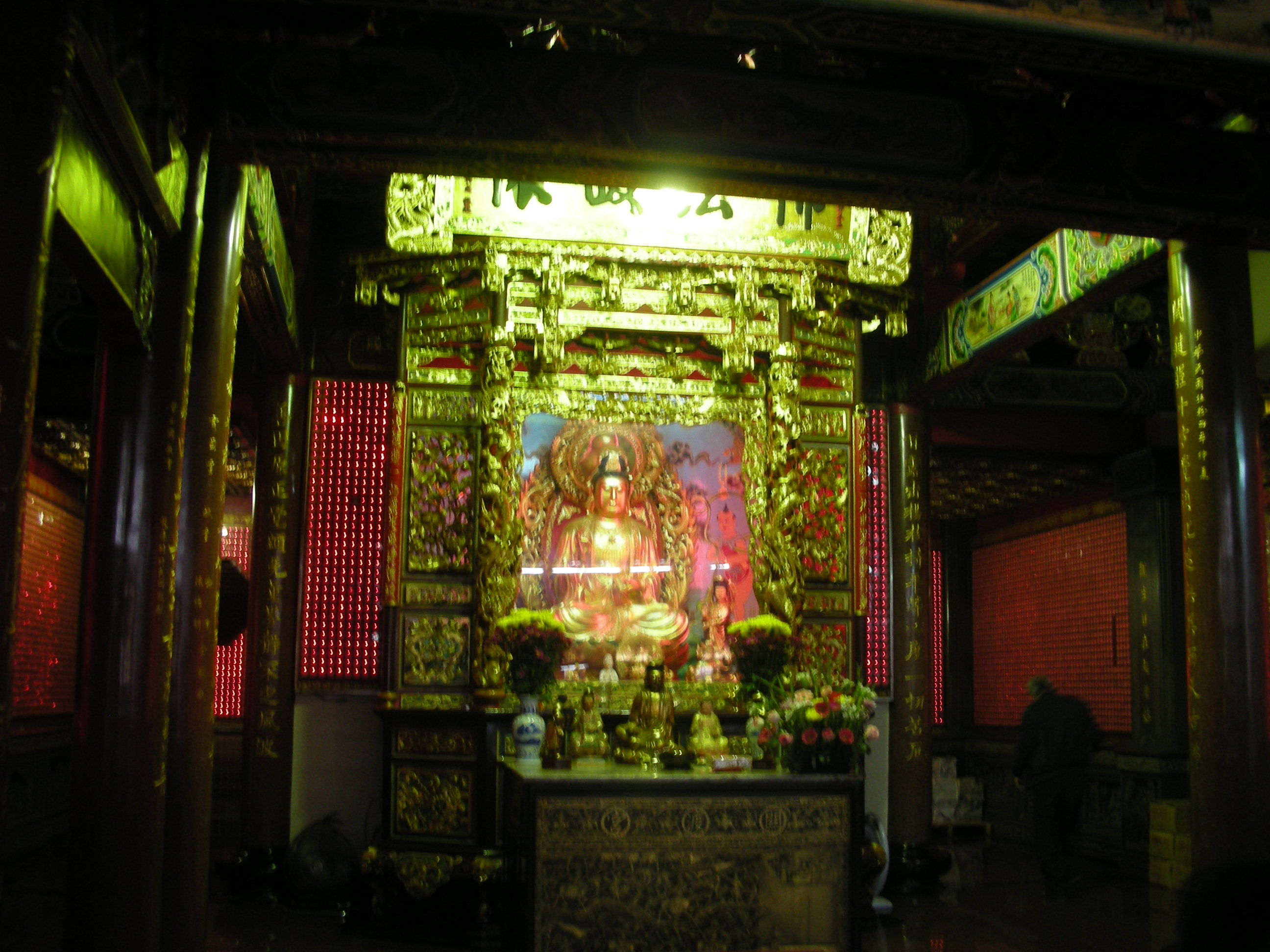
観音仏祖殿
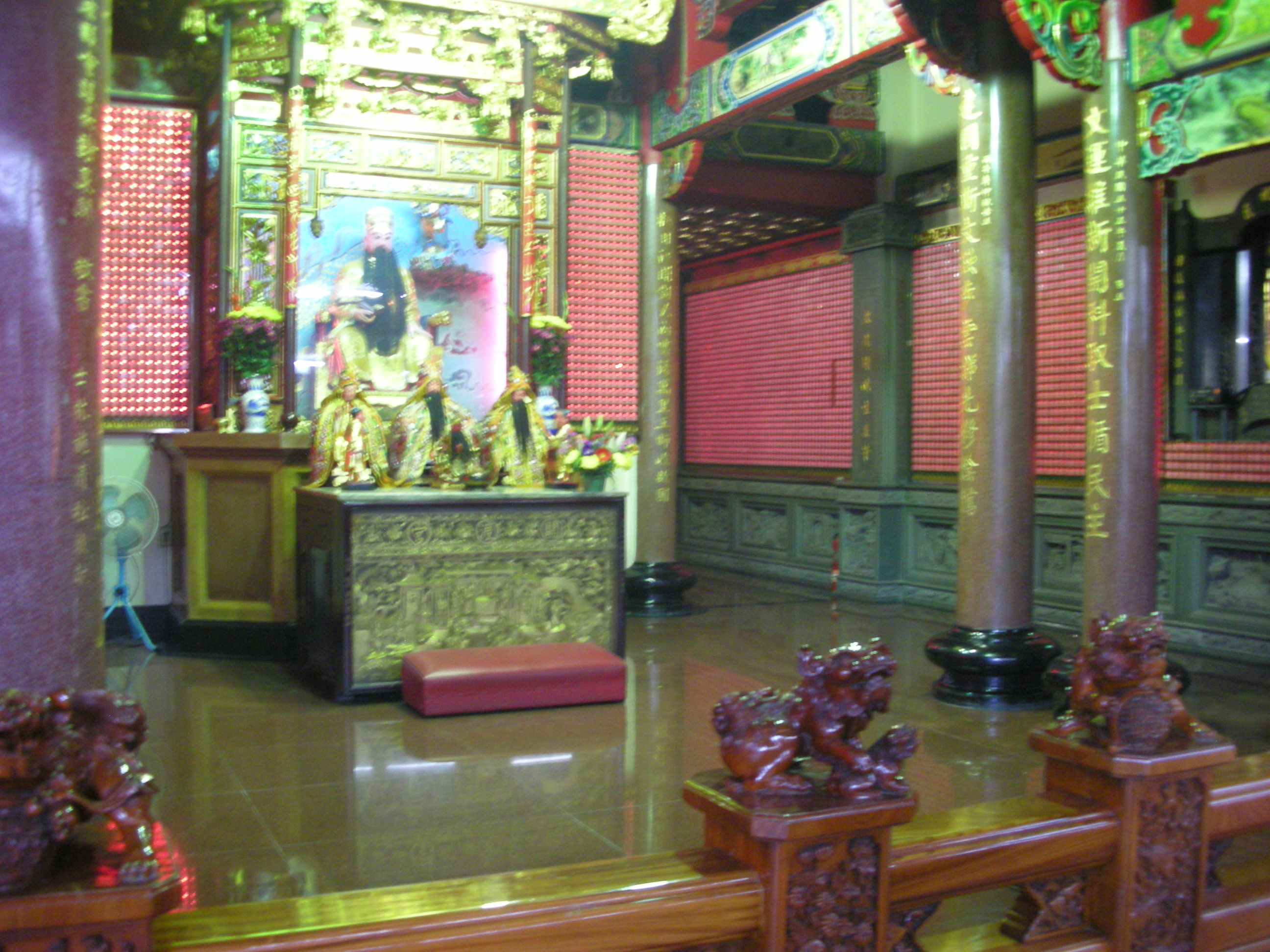
文昌帝君殿
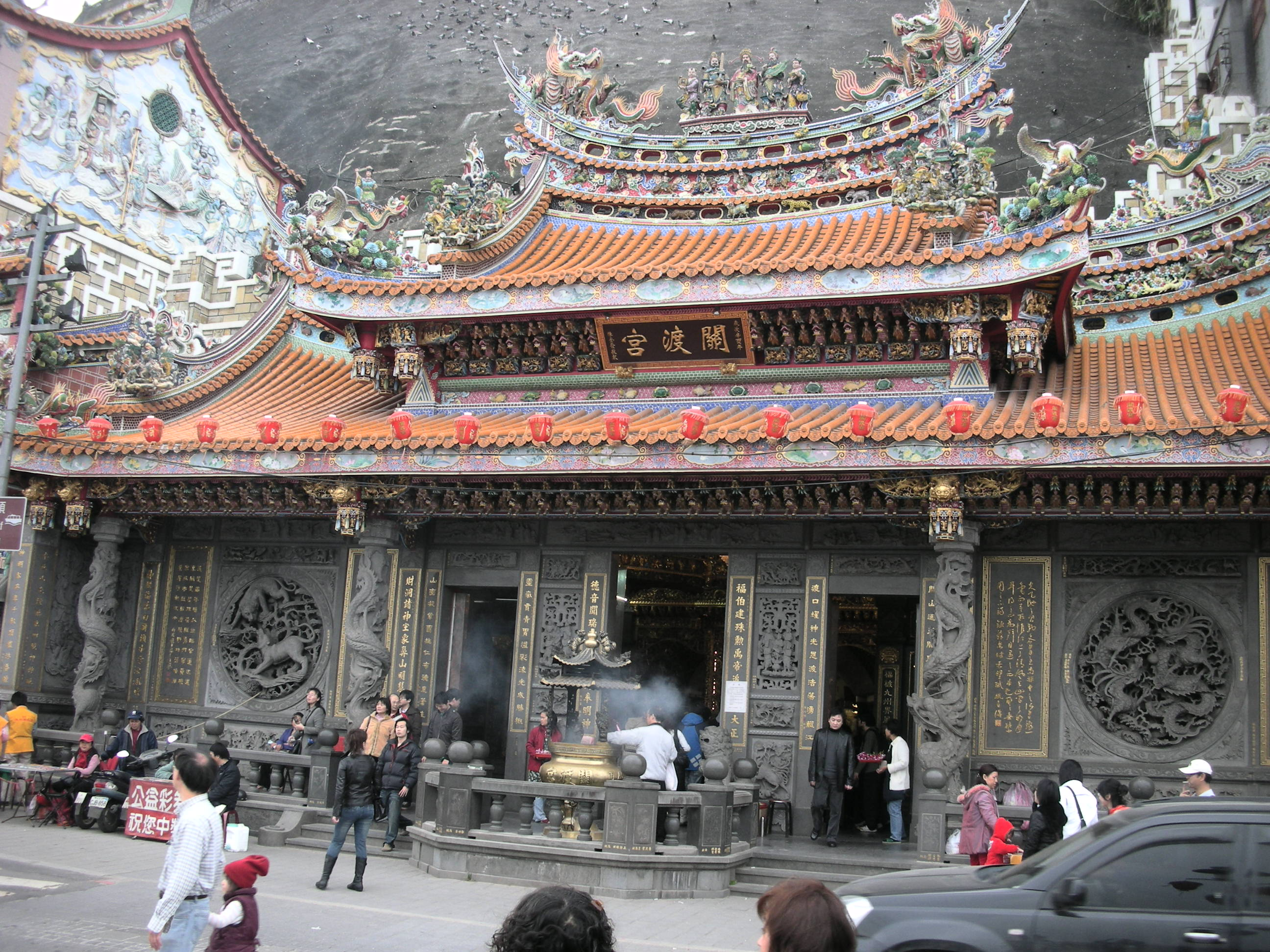
財神洞出口
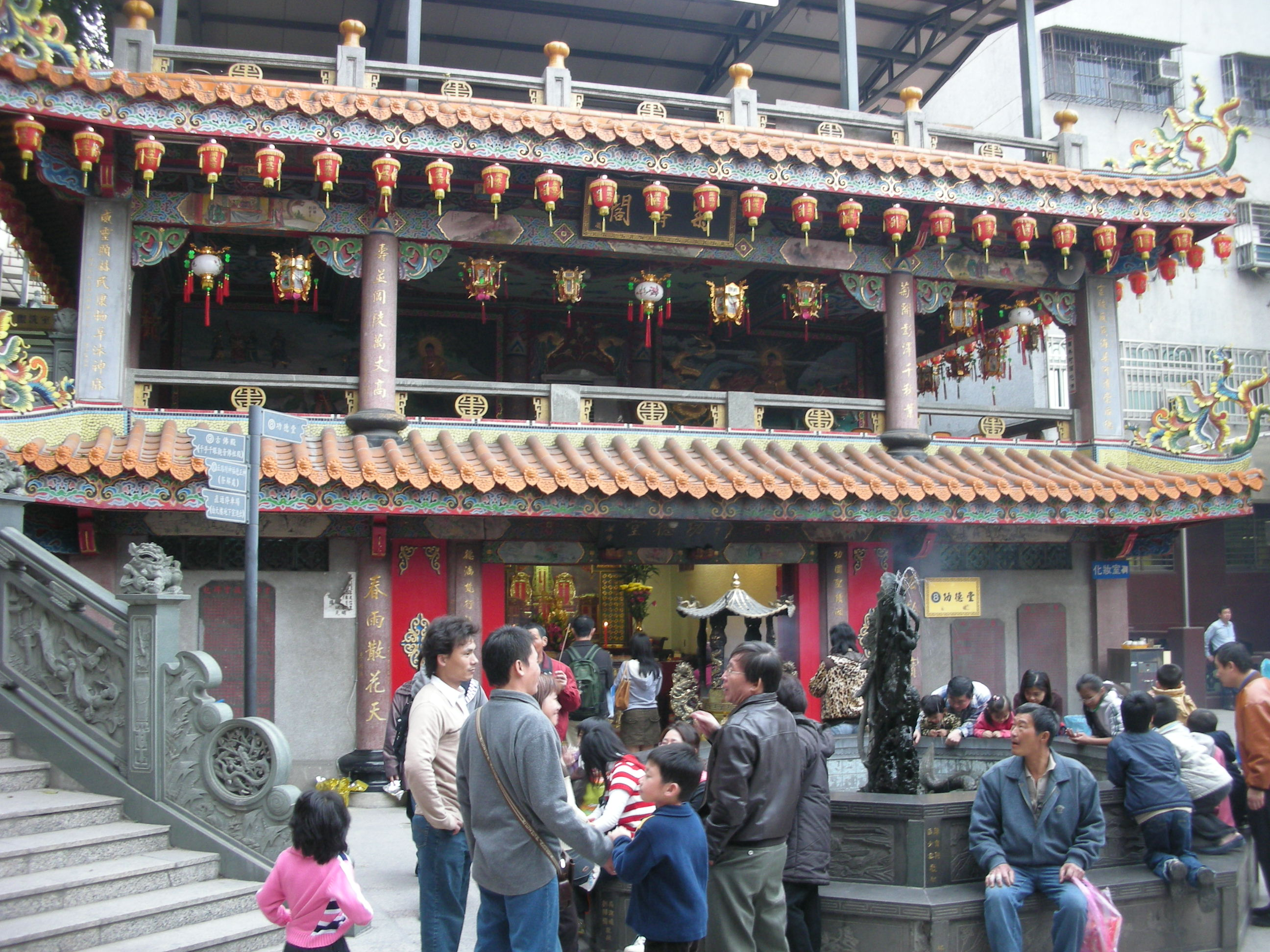
功徳唐
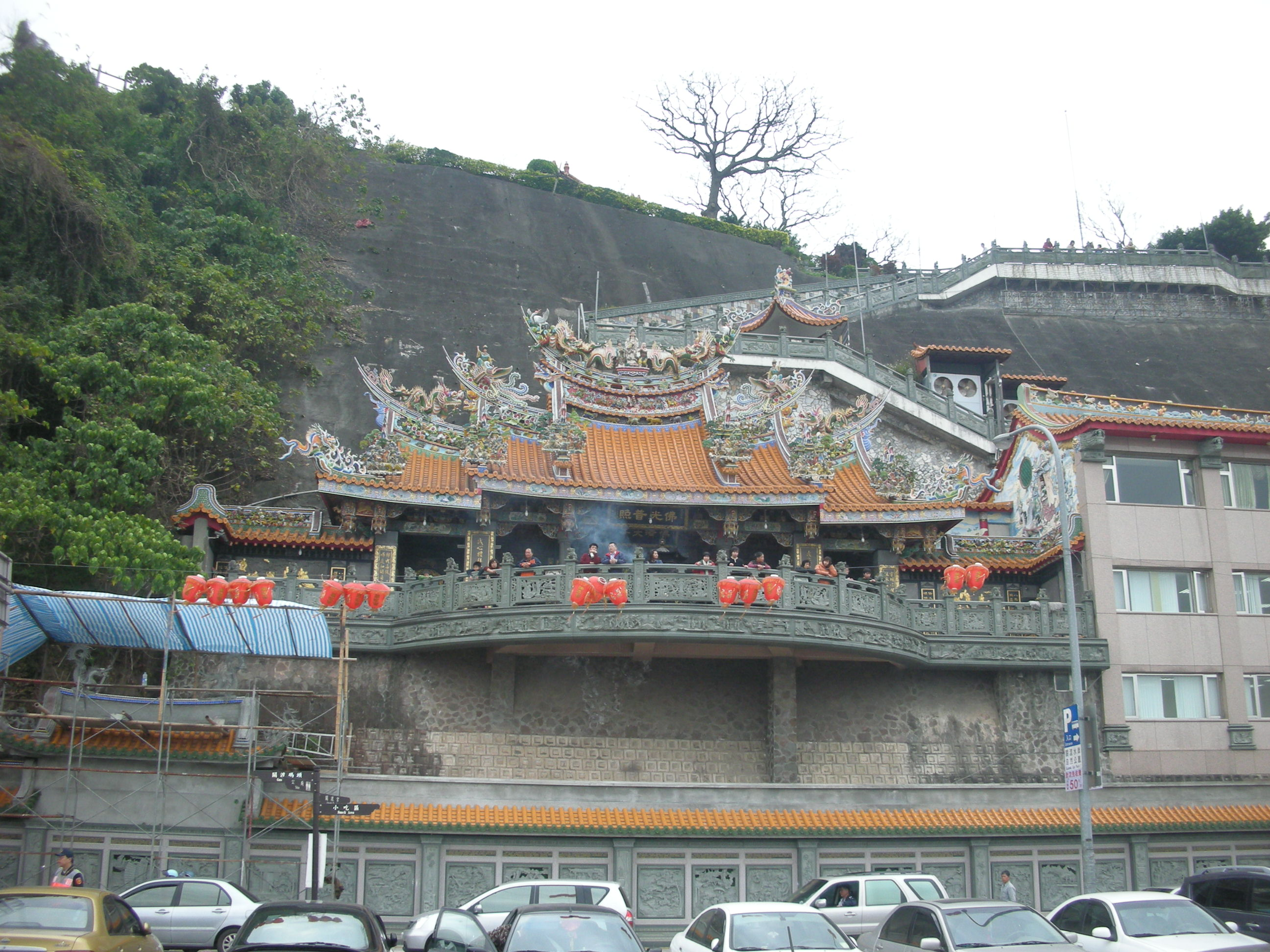
古仏洞出口
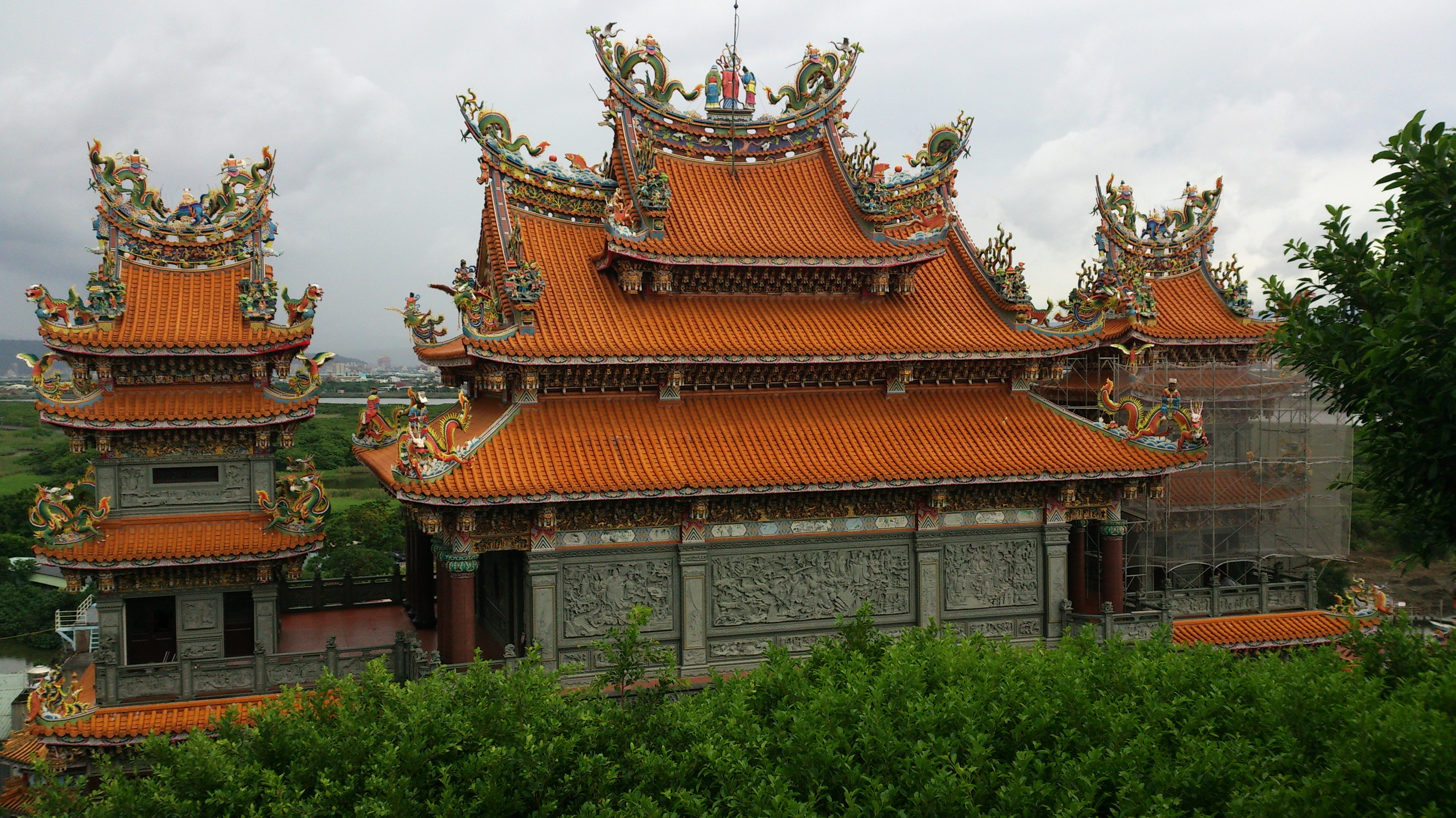
霊斎寶殿